# Ptačinec (Lužické hory)
Ptačinec (německy Vogelherd) je nevýrazné návrší o nadmořské výšce 660 metrů v mělkém sedle na severním okraji Pěnkavčího vrchu, asi 2,5 km východně od hradu Tolštejn, 3 km jižně od Dolního Podluží.

## Popis
Název má podle činnosti dávných čižbařů. Asi 150 metrů na západ Ptačince se státní hranice s Německem, přicházející z východu od Luže, lomí pravoúhle k severu a začíná tu tvořit Šluknovský výběžek. Hlavní hraniční mezník je na skalce zvané Trojhran o nadmořské výšce 673 metrů, na níž jsou i staré záznamy, značky a data. Stýkaly se zde hranice panství Rumburk, Zákupy a Žitava. Ze Stožeckého sedla přes Pěnkavčí vrch sem sestupuje hranice mezi Ústeckým krajem a Libereckým krajem. Při západní straně této administrativní hranice je vedena modře značená turistická trasa pro pěší turisty, která končí u Trojhranu, kde prochází Evropská dálková trasa E3. Rozcestník je na katastru obce Dolní Podluží.
Přes Ptačinec též vede hlavní evropské rozvodí mezi Baltským mořem a Severním mořem.
V geomorfologickém členění patří jako sousední Pěnkavčí vrch pod Lužický hřbet (IVA-2A), jeho okrsek Jedlovský hřbet (IVA-2A-a).